# After School (canción)
«After School» es una canción del grupo de chicas surcoreano Weeekly. Fue lanzado el 17 de marzo de 2021 como el sencillo principal de su tercer EP We Play.

## Composición
«After School» fue escrita por Seo Ji-eum y Seo Jeong-ah, compuesta por Daniel Durn, David Quinones, Denzil Remedios, Katrine Neya Klith Joergensen, Jazelle Paris y Ryan S. Jhun, también arreglada por Denzil Remedios y Ryan S. Jhun. Musicalmente, la canción se describe como un "número pop mezclado con ritmos de reggae y trap" y una canción "impresionante" con un «sintetizador dinámico y melodía pop». Líricamente, retrata el "precioso" tiempo con amigos después de la escuela. "After School" fue compuesta en clave de Do sostenido mayor, con un tempo de 164 latidos por minuto.

## Desempeño comercial
"After School" alcanzó el puesto 21 en la lista Billboard World Digital Songs de EE. UU., siendo también la primera entrada del grupo en la lista.

## Promoción
Weeekly promocionó el sencillo en varios programas de música, empezando por M Countdown de Mnet el 18 de marzo de 2021, Music Bank de KBS2 el 19 de marzo, Show! Music Core el 20 de marzo, Inkigayo de SBS el 21 de marzo, The Show de SBS MTV el 21 de marzo y Simply K-Pop de Arirang TV el 29 de marzo.

## Posicionamiento
| Lista (2021)                                                   | Mejor posición |
| -------------------------------------------------------------- | -------------- |
| Malasia (RIM)                                                  | 16             |
| Singapur (RIAS)                                                | 26             |
| Corea del Sur (Gaón)                                           | 155            |
| Ventas mundiales de canciones digitales en EE. UU. (Billboard) | 21             |